# Tentativa de golpe de Estado em Burquina Fasso em 1989
A tentativa de golpe de Estado em Burquina Fasso em 1989 foi supostamente uma tentativa de golpe militar planejada por Jean-Baptiste Boukary Lingani e Henri Zongo, além de outros conspiradores anônimos. A conspiração, conforme descrita pelo governo de Burquina Fasso, direcionada ao Presidente Blaise Compaoré - que, juntamente com Lingani e Zongo, haviam realizado anteriormente dois golpes de Estado no país. Todos os conspiradores conhecidos foram rapidamente executados.

## História
Comaporé, Lingani e Zongo teriam conhecido uns aos outros no final de 1970, na então República de Alto Volta, como oficiais e membros de baixa patente do Grupo de Oficiais Comunistas, um movimento clandestino de esquerda. Outro membro foi Thomas Sankara, um amigo próximo de Compaoré. Em 1982, os quatro auxiliados pelo Major Jean-Baptiste Ouédraogo na derrubada o Coronel Saye Zerbo. Depois de Sankara, Lingani e Zongo foram presos por Ouédraogo em 1983, Compaoré lançou um golpe militar em 3 de agosto para resgatar seus amigos e camaradas, derrubando Ouédraogo e fazendo Sankara líder do país; os outros três se tornaram os principais membros da junta no poder. Juntos, eles definiram uma transformação radical da sociedade, chamada de "Revolução Democrática e Popular".
Em 15 de outubro de 1987, Compaoré, Lingani e Zongo se uniram para derrubar e assassinar Sankara. A nova junta foi declarada sob a "Frente Popular", com Comaporé se tornando presidente da renomeada Burquina Fasso. Lingani e Zongo mantiveram suas posições, como Ministro da Defesa Popular e Ministro da Promoção Econômica. O triunvirato começou a desfazer as reformas de extrema-esquerda de Sankara, embora a sua cooperação viria a terminar após dois anos.
As autoridades de Burquina Fasso alegam que em 18 de setembro de 1989, enquanto o presidente Compaoré estava em uma visita de Estado à China, um golpe planejado foi descoberto pelo capitão Gilbert Diende, comandante do Regimento de Segurança Presidencial. A conspiração, descoberta pouco antes do retorno de Comaporé ao país, supostamente iria ocorrer no momento em que Compaoré desembarcasse em Ouagadougou. Fontes divergem sobre como seria cumprida - alguns dizem que ele deveria ser preso na chegada, outras que o avião seria explodido. Lingani e Zongo, as 2º e 3º pessoas mais poderosas do país, foram indicadas como os instigadores da tentativa de golpe, e denunciados como fascistas. Um comunicado lido na rádio estatal afirmou: "Nosso povo e a revolução, e os seus militantes de todos os níveis, teriam por pouco escapado, na noite de 18 de setembro de 1989, uma conspiração covarde fomentada por elementos militares e fascistas liderados por algumas pessoas ambiciosas e anti-revolucionárias que estão no topo da liderança política."
Jean-Baptiste Boukary Lingani, Henri Zongo e dois conspiradores não identificados foram rapidamente presos e sumariamente executados uma vez a que a conspiração relatada foi descoberta. O domínio de Compaoré continuaria por mais 25 anos, até sua derrubada na revolta de 2014.